# EMリヨン経営大学院
EMリヨン経営大学院（英語：EM Lyon Business School、旧称: École supérieure de commerce de Lyon、リヨン高等商業学校）は、フランスの高等商業学校（ビジネススクール）。1872年設立。リヨン商工会議所の支援を受ける。校舎はリヨン市郊外の北西部にある。
フランス特有のグランゼコールの高等商業学校（いわゆるESC）として、同校は元来、卒業後にフランスの大手企業の幹部候補生などのポジションを目指す者を養成する教育機関である。一方、グランゼコールとしての機能や称号を維持しつつ、グランゼコール課程とは別に、企業の経営とそれに付随するさまざまな専門職に関する修士課程等の提供を次第に拡大してきている。
Association to Advance Collegiate Schools of Business、欧州品質改善システムからアクレディテーションを受けている。

## 名称
EMリヨン経営学大学院の正式名称はEM Lyon Business School（ウエムリヨンビジネススクール）である。設立以来、名称が幾度か変更され、リヨン高等商業企業経営学校（École Supérieure de Commerce et d'Administration des Entreprises de Lyon、ESCAE Lyon）、リヨン高等商業学校（École supérieure de commerce de Lyon、ESCL）、リヨンビジネススクール（仏語：École de management de Lyon、EM Lyon）の時代を経て、2005年に現在の正式名称が決定された。
1872年にリヨン商工会議所によって同本部建物の中に設立された学校で、設立以来、商都リヨンの有力企業経営者が出資だけでなく、直接教えてもいた。

## グランゼコール課程
グランゼコールとしてのEMリヨンを代表するグランゼコール課程は、同校の提供する経営学の修士課程の一つである。フランス特有のグランゼコール制度の伝承を受けつつも、米国のビジネススクールなどの教育スタイルの影響で徐々に進化した。学位は「Master of Science in Management」（経営学修士）。
この課程では、全般的な経営学に関する基礎授業の修得のに加え、各生徒が自主的に自分の職業的進路の希望に応じて、より専門的な授業のコースを組み立てるかできる。各自のコースの単位選択は原則として自由である。経営コンサルティング、マーケティング、人事、企業財務、金融市場などを専攻したり、あるいは複数の分野を組み合わせ専攻とすることが可能である。また、カリキュラムの一環として、１年間のインターンシップも必修である。一方、授業に加えて、商業系グランゼコールの特徴の一つでもあるクラブ活動も活発に行なわれている。
同類の学校であるHEC経営学大学院と同様、グランゼコール課程の定員は、例年約500人である。入学試験に合格したグランゼコール準備学級生（約300人）およびフランス国内大学の学士課程以上の卒業者に向けた別の入試に合格した者（約100人）、ならびにフランス国外の大学出身者向けの国際入試に合格した者（約100人）から成る。グランゼコール準備学級生は、修士課程への進学の要件である学士号（バチェラー）を有していないため同校入学後、いったん１年ほどにわたる特別なバチェラー・プログラムを履修しなくてはならない。バチェラー・プログラムはグランゼコール課程の一部とみなされていて、プログラムの中におよそ半年間の外国企業研修が盛り込まれているほか、経営学の基本的な学習が行なわれる。
研修期間を入れると、経営学修士課程自体を履修するには、休暇の有無や単位の取得のペースによるが、通常３年がかかる。このため、EMリヨン在籍期間は、グランゼコール準備学級出身の学生には通常4年間、入学時に既に学士号を持っている他校出身の学生には3年間である。

## 継続教育の課程
ほかにMBA課程、企業管理職者向けの課程など、継続教育としてなど各種のプログラムを提供している。

## 参照
1. ↑  表記の揺れ：emlyon business school
2. ↑  フランスの商業系グランゼコールはESC (École Supérieure de Commerce、商科高等専門学校)とも称される。
3. ↑  1997年に改名
4. ↑  滞佛研鐙考 小野政吉 ・敏郎父子の事例田中貞夫　創価大学　一般教育部論集,(24),31-57 (2000-02-01)
5. ↑  グランゼコールの準備学級は２年制である。